# Nicola de Giosa
Nicolo de Giosa (Bari, Itàlia, 3 de maig de 1819 - 7 de juliol de 1885) fou un compositor, director d'orquestra i flautista italià. Va començar estudiar la flauta amb el seu germà Giuseppe.
Va estudiar composició al Conservatorio di San Pietro a Majella a Nàpols amb Francesco Ruggi, Nicola Zingarelli i Gaetano Donizetti. Va tenir un conflicte amb Saverio Mercadante, el director del Conservatori, i va haver d'abandonar els estudis sense acabar. Tot i això, poc després el 1945 va tenir un primer èxit amb l'òpera buffa  La casa degli artisti al Teatro Nuovo de Nàpols.
Giosa és cèlebre per les seves òperes còmiques, Don Checco i Napoli di Carnavale. També excel·lí en el gènere de les melodies i romances. El seu àlbum o col·lecció de romances titulat Aure Partenopee, és considerat com una vertadera obra mestra.
Tot i tenir alumnes (entre ells Niccolò van Westerhout), va portar un mísera existència i morí després de perdre la raó al manicomi de Bari el 7 de juliol de 1885.
Obres
A més de les citades, va compondre altres òperes que no tingueren tant d'èxit, són:
- La casa degli artisti:
- Elvina:
- Folco d'Arles: òpera seriosa.
- Guido Colmar:
- Un gelosos e la sua vedova:
- Ascanio:
- L'arrivo del signor Zio:
- Isella la modista:
- Il marito della vedova:
- Il Pipistrello: